# Aníbal Antunes Maciel
Aníbal Antunes Maciel Júnior, primeiro e único barão de Três Serros (Rio Grande, 4 de setembro de 1838 — Pelotas, 22 de março de 1887) foi um nobre e político brasileiro.
Casou-se com Amélia Hartley. Era formado em Ciências Físicas e Matemáticas e comendador da Imperial Ordem de Cristo. Mandou construir o casarão que viria a se tornar o Museu da Baronesa, um dos símbolos culturais da cidade de Pelotas.
Agraciado barão em 26 de julho de 1884, depois de ter participado do ato amancipatorio promovido pelo clube abolicionista pelotense onde cartas de alforria foram dadas aos seus escravos no mesmo ano.
Elegeu-se vereador de Pelotas e, por ser o mais votado, assumiu a presidência da Câmara Municipal, cargo equivalente ao de prefeito, em 1883.